# Astrapotheriidae
De Astrapotheriidae zijn een familie van uitgestorven zoogdieren die leefden van het Laat-Paleoceen tot het Midden-Mioceen.

## Kenmerken
In deze kleine familie waren dieren vertegenwoordigd die de grootte hadden van een neushoorn, met slagtanden en een korte slurf. Deze dieren hadden een langwerpig, zwaar lichaam, ondersteund door slanke benen met aan het eind vrij kleine 'handen' en 'voeten'. Het grote en zware hoofd rustte op een relatief dunne hals. Het opvallendste kenmerk was de korte slurf, waardoor het dier op een tapir leek. In de bovenkaak bevonden zich twee slagtanden.

## Leefwijze
Deze herbivore dieren leefden in en in de nabijheid van ondiep water, waar ze zich tegoed deden aan voornamelijk waterplanten.

## Vondsten
Van de vertegenwoordigers van deze familie zijn talrijke complete skeletten gevonden in Zuid-Amerika, met name in Argentinië.

## Geslachten
- † Albertogaudrya Ameghino, 1901
- † Antarctodon Bond et al., 2011
- † Astrapodon Ameghino, 1891
- † Astraponotus Ameghino, 1901
- † Astrapothericulus Ameghino, 1901
- † Astrapotherium Burmeister, 1879
- † Comahuetherium Kramarz & Bond, 2011
- † Granastrapotherium Johnson & Madden, 1997
- † Hilarcotherium Vallejo-Pareja et al., 2015
- † Liarthrus Ameghino, 1897
- † Maddenia Kramarz & Bond, 2009
- † Parastrapotherium Ameghino, 1895
- † Scaglia Simpson, 1957
- † Synastrapotherium Paula Couto, 1976
- † Uruguaytherium Kraglievich, 1928
- † Xenastrapotherium Kraglievich, 1928